# SECS (Satellit)
SECS  (Special Experimental Communication System, auch TERCEL oder GLOMR 2) war die verbesserte Weiterentwicklung des militärischen Kommunikationssatelliten GLOMR der USA. Er wurde zu Kommunikationstests eingesetzt.

## Aufbau
Der Aufbau von SECS unterscheidet sich kaum von seinem Vorgänger. Der Satellit ist ebenfalls ein 62-seitiger 60 cm großer, aber nun 68 kg schwerer Polyeder ohne Stabilisierung. Hauptbestandteile sind Sender, Empfänger, Batterien und ein dazugehöriges Batteriemanagementsystem. Das System verfügte GLOMR gegenüber eine verbesserte digitale Speicherung sowie eine größere Redundanz.
Die Energieversorgung war ebenfalls über an der Satellitenhülle befestigte Solarzellen gesichert.

## Geschichte
Der Start erfolgte am 5. April 1990 um 19:19 UTC mit Pegsat an Bord des Jungfernfluges der ersten Pegasus von der Edwards Air Force Base nahe Los Angeles. Nach dem Abwurf der Rakete aus einer Boeing B-52 beförderte diese die Nutzlast in den Orbit. Der Satellit blieb für 3,5 Jahre in Betrieb.